# لیک پلسید (فلوریدا)
لیک پلسید (به انگلیسی: Lake Placid) شهرکی در شهرستان هایلندز ایالت فلوریدا است که در سال ۱۹۲۷ بنیان‌گذاری شده‌است. این شهرک طبق سرشماری سال ۲۰۱۰ میلادی، ۲٬۲۲۳ نفر جمعیت داشته و مساحت آن نیز ۷٫۴ کیلومتر مربع است.